# Лобас Олександр Анатолійович
Олекса́ндр Анато́лійович Ло́бас (нар.31 січня 1972, Запоріжжя, Українська РСР)— український військовик; учасник російсько-української війни.

## Біографія
Учасник подій Революції Гідності.
В 2014—2015 роках — командир 37-го окремого мотопіхотного батальйону.
З дружиною виховали сина; також був на фронті.
4 жовтня 2023 під час висадки ГУР у Криму потрапив у полон.

## Нагороди
- Орден Богдана Хмельницького ІІІ ступеня [2]
- Народний Герой України